# Tvillingsøer

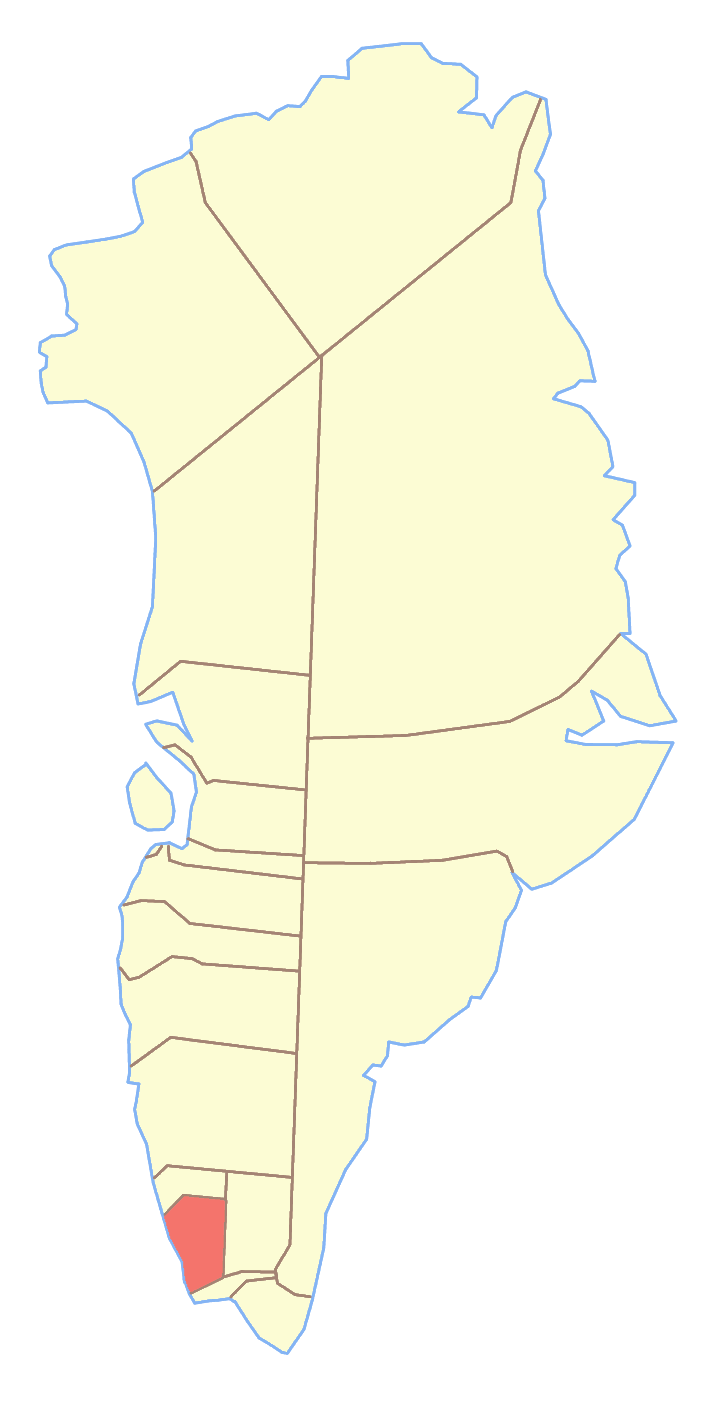
Ex comune di Ivittuut, dove si trovava il Tvillingsøer

Il Tvillingsøer è un lago della Groenlandia.. Si trova presso il Mare del Labrador, a 415 m sul mare, a 61°14'N 47°55'O; appartiene al comune di Sermersooq.